# Ernesto G. Laura
Ernesto Guido Laura (Villafranca di Verona, 4 maggio 1932 – Roma, 22 dicembre 2023) è stato un critico cinematografico, regista, saggista e storico del cinema italiano.

## Biografia
Cresciuto a Padova, lì frequenta la Scuola di Religione dell'Antonianum. Si iscrive poi all'Università Cattolica di Milano, per approdare infine a Roma. Si dedica soprattutto alla critica cinematografica e alla storia del cinema, coltivando in particolare lo studio dei rapporti tra cinema, mass-media e fascismo.
Negli anni '50 milita nei Gruppi Giovanili della Democrazia Cristiana. Dal 1953 collabora a Per l'Azione, la rivista dei Gruppi. Nel 1955 diventa delegato nazionale del movimento giovanile democristiano.
Comincia a girare cortometraggi a passo ridotto, presentati nei circuiti dei festival di cinema amatoriale e della Federazione italiana dei cineclub (FEDIC). Intraprende l'attività di recensore e critico sulle riviste La rassegna del film (fondata da Giovanni Conso e Fernaldo Di Giammatteo) e Bianco e Nero (rivista del Centro sperimentale di cinematografia fondata nel 1937). Di quest'ultima, in seguito, sarà direttore responsabile per diversi anni. Nel 1958 esordisce professionalmente nella regia, in collaborazione con Leonardo Autera, con Diario di una dama veneziana (Pietro Longhi), primo di una lunga serie di cortometraggi e lungometraggi documentari per cinema e televisione, che integrano ed espandono la sua principale attività storico-critica. Nel 1959 entra a far parte della commissione di selezione della ventesima edizione della Mostra internazionale d'arte cinematografica di Venezia, ricoprendo quel ruolo per diverse altre edizioni.
Dal 1960 comincia a collaborare con la Rivista del cinematografo e con altre riviste di cinema. Pubblica inoltre a suo nome numerosi volumi di taglio storico-critico dedicati a divi, generi e cinematografie nazionali. Si occupa anche di televisione, di letteratura gialla e thriller, nonché di fumetti. Esordisce anche come regista teatrale con Pittura su legno (1965), dramma tratto da un testo di Ingmar Bergman e messo in scena dal Centro Universitario Teatrale di Roma. Ricopre diverse cariche in ambito di festival internazionali e di istituzioni del mondo del cinema: dal 1965 comincia a collaborare come relatore col Salone Internazionale dei Comics, del Film di Animazione e dell’Illustrazione; dal 1969 al 1982 ne è presidente, e poi presidente onorario dal 1984 al 1992. Nel 1969 e 1970, su chiamata del commissario straordinario Gian Alberto dell'Acqua, è direttore della trentesima e trentunesima edizione della Mostra del Cinema di Venezia. In seguito alle contestazioni di fine anni '60, e dopo che i registi italiani iscritti all'ANAC (Associazione nazionale autori cinematografici) si erano rifiutati di partecipare alla Mostra, nel 1968 erano stati aboliti i premi. Laura presiede dunque le prime due edizioni non competitive del festival.
Fra gli anni '60 e '70, Laura diviene un volto conosciuto della Rai, introducendo diverse rassegne televisive (come, ad esempio, Maestri del cinema, in onda su Rai 2). Alighiero Noschese, nella prima puntata della seconda stagione del suo programma televisivo Doppia coppia, fa un'imitazione parodistica del Laura critico cinematografico, prendendone di mira l'impronta cattolica. Dal 1972 al 1976, Laura ricopre inoltre la carica di amministratore unico dell'Istituto Luce.
Dal 1982 al 2001 è direttore del Centro sperimentale di cinematografia, e dal 1982 al 1989 è presidente della Mostra internazionale del Telefilm Teleconfronto di Chianciano Terme, uno dei primi Festival al mondo dedicati al telefilm. Negli anni '80 è inoltre autore dei testi di diversi programmi Rai di storia e costume, fra cui Zuppa e noccioline (1989, regia di Aurelio Castelfranchi) e Anni luce (1986, regia di Gian Vittorio Baldi).
Dal 1990 al 2001 dirige, in coppia con Claudio Bertieri, la manifestazione Filmvideo - Mostra Internazionale del Cortometraggio di Montecatini Terme. Dal 2002 al 2009 è direttore della rivista Filmcronache, organo dell'ANCCI (Associazione nazionale circoli cinematografici italiani). Dal 2005 ad oggi è direttore artistico del Saturno Film Festival, festival itinerante nella zona dei Castelli Romani.
È stato presidente dell'AIRSC (Associazione Italiana per le ricerche di Storia del cinema).
Con Decreto del Presidente della Repubblica del 1º marzo 2018, gli è attribuito un assegno straordinario vitalizio, ai sensi della legge 8 agosto 1985, n. 440, per l'attestazione della chiara fama e dei meriti acquisiti a livello nazionale ed internazionale.
È deceduto il 22 dicembre 2023 all'età di 91 anni; la notizia della scomparsa è stata divulgata quattro giorni dopo, a esequie avvenute.

## Opere

### Saggi e studi
- Il cinema cecoslovacco, Roma, Edizioni dell’Ateneo, 1960
- La censura cinematografica: idee, esperienze, documenti, Roma, Edizioni Bianco e Nero, 1961.
- Ladri di biciclette: un film di Vittorio De Sica, Padova, Radar, 1969
- I magnifici eroi del fumetto, Firenze, Sansoni, 1970
- Immagine del fascismo. Come nacque, come conquistò l'Italia, chi lo aiutò, come finì, attraverso fotografie e documenti originali, Milano, Longanesi, 1973
- Il C.S.C. tra tradizione e riforma, Roma, Edizioni Bianco e Nero, 1976
- Alida Valli, Roma, Gremese, 1979
- Comedy Italian style (in inglese), Roma, ANICA, 1980
- Storia del giallo: da Poe a Borges, Roma, Studium, 1981
- Il film jugoslavo (con Ljupka Lazić), Lecce, Elle Edizioni, 1982
- Tutti i film di Venezia, 1932-1984, Venezia, La Biennale, 1985
- L'immagine bugiarda. Mass-media e spettacolo nella Repubblica di Salò, Roma, ANCCI, 1986
- Telefoni bianchi. Realtà e finzione nella società e nel cinema italiano degli anni Quaranta (con Gianfranco Casadio e Filippo Cristiano), Ravenna, Angelo Longo Editore, 1991
- Nato al cinema. Carlo Ludovico Bragaglia. Cent'anni tra arti e cinema (con Lamberto Antonelli), Roma, ANCCI, 1992
- Federico Fellini firmato Fellas. Racconti e disegni per il "420", Firenze, Nerbini, 1994
- Fotogrammi di guerra, frammenti di cinema. L'immagine della guerra in cento anni di cinema italiano, Roma, Eserciti e Popoli Edizioni, 1995
- Parola d'autore. Gianni Puccini tra critica, letteratura e cinema, Roma, ANCCI, 1995
- Quando Los Angeles si chiamava Hollywood. Cinema americano tra le due guerre, Roma, Bulzoni Editore, 1996, ISBN 978-88-7119-882-8
- Gesù nel cinema, Roma, ANCCI, 1997
- Gli anni de l'Avventuroso, Firenze, Nerbini, 1997
- Le stagioni dell'aquila. Storia dell'Istituto Luce, Roma, Ente dello Spettacolo, 1999, ISBN 88-85-09514-3
- Boris e Bela: fiabe di mostri, Roma, ANCCI, 2000
- Hitchcock e il surrealismo, Palermo, L'epos, 2005, ISBN 88-8302-287-4
- Storia del cinema italiano 1940/1944, volume VI (con la collaborazione di Alfredo Baldi), Padova, Marsilio Editori, 2010, ISBN 978-88-317-0716-9

### Narrativa
- La gola (con Giuseppe Pederiali e Diego Zandel), Milano, Piemme, ISBN 978-88-585-0651-6

## Filmografia

### Regista

#### Cortometraggi
- Diario di una dama veneziana (Pietro Longhi), co-regia con Leonardo Autera (1958)
- Riscoperta di un maestro (Lorenzo Delleani) (1959)
- Le marionette ceche (1964)
- Spielberg (1964)
- Le torri di Praga (1964)
- Alla ricerca di Franz Kafka (1965)
- Don Minzoni (1966)
- In nome di questa Italia (1970)[18]
- Le facce buffe (1971)[19]
- I mari della mia fantasia (1971)[20]
- Il sogno di una città (1983)[21]

#### Lungometraggi
- La ragazza del villaggio - Balletto nazionale Cecoslovacco - Uomini e donne dei villaggi della Moravia (1964)
- La caduta del fascismo (1983)

### Sceneggiatore
- La caduta del fascismo, regia di Ernesto G. Laura (1983)
- Zavattini, regia di Luigi Di Gianni (1989)
- 12 registi per 12 città. Roma, Bologna, Palermo, Genova, Cagliari, Verona, Milano, Udine, Napoli, Torino, Bari, Firenze (1989)
- Le stagioni dell'aquila, regia di Giuliano Montaldo (1997)[22]

### Attore
- 1055 - Una magia senza fine, regia di Martina Manca - cortometraggio (2013)

## Teatro
- Pittura su legno (1965, regia, da un testo di Ingmar Bergman, Centro Universitario Teatrale di Roma)
- Per non morire (1990, regia, testo di Renato Mainardi, Compagnia C.I.E.S.)
- Pomeriggio buio durante l'esecuzione capitale (1991, testo, regia di Riccardo Castagnari, Compagnia C.I.E.S.)
- L'attesa (1992, testo, regia di Riccardo Castagnari, Compagnia C.I.E.S.)
- L'antro del mostro (2014, testo, Compagnia Cattivi Maestri)[23]
- Confessione (2015, testo e regia)[24]

## Riconoscimenti
- Premio Filmcritica-Umberto Barbaro per il volume L'immagine bugiarda. Mass-media e spettacolo nella Repubblica di Salò, Roma, ANCCI (1986)
- Premio "Diego Fabbri" per la scrittura teatrale (2000)
- Premio speciale alla carriera "Domenico Meccoli Scriveredicinema" (2008)
- Premio "Chaplin" (Biblioteca del Cinema “Umberto Barbaro” - rivista Cinemasessanta) a "personalità che nel campo della creazione artistica, della ricerca, degli studi, della pubblicistica e dell'organizzazione culturale hanno dato un contributo al rinnovamento e allo sviluppo del cinema italiano" (2012)
- Docente onorario di storia e critica del cinema nella facoltà di lettere e filosofia dell'Università di Valladolid
- "Zasluzony dla Kultury Polskiej", medaglia di benemerito della cultura polacca